# Victor Nicolas Mourer
Pour les articles homonymes, voir Mourer.
Victor Nicolas Mourer est un homme politique français né en 1764 à Abreschviller (village du comté de Dabo) et décédé le 25 novembre 1809 à Gênes (Italie).
Commissaire du directoire exécutif près l'administration centrale du département, il est élu député de la Meurthe au Conseil des Cinq-Cents le 24 germinal an VI et devient secrétaire du conseil. Rallié au coup d'État du 18 Brumaire, il est nommé secrétaire général de la préfecture du Haut-Rhin en 1800 puis juge au tribunal civil de Metz et enfin président de la cour criminelle de la Moselle. Il termine sa carrière comme juge à la cour d'appel de Gênes.

## Sources
- « Victor Nicolas Mourer », dans Adolphe Robert et Gaston Cougny, Dictionnaire des parlementaires français, Edgar Bourloton, 1889-1891 [détail de l’édition]